# Магалі-вусань південний
Мага́лі-вуса́нь південний (Sporopipes squamifrons) — вид горобцеподібних птахів родини ткачикових (Ploceidae). Мешкає в Південній Африці.

## Підвиди
Виділяють два підвиди:

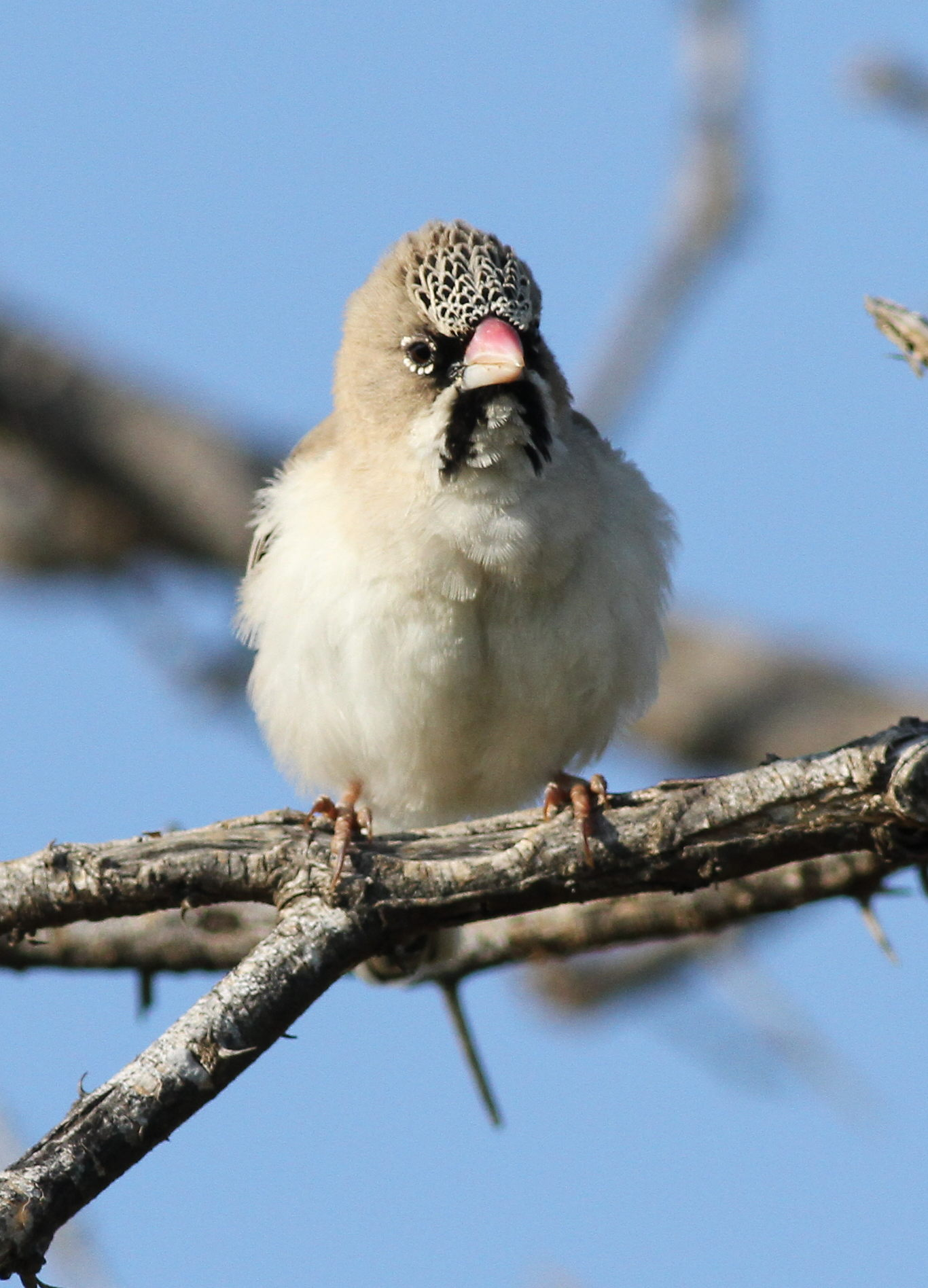
Південний магалі-вусань

- S. s. fuligescens Clancey, 1957 — Ботсвана, Зімбабве і північний схід ПАР;
- S. s. squamifrons (Smith, A, 1836) — від південного заходу Анголи до південного заходу ПАР.

## Поширення і екологія
Південні магалі-вусані мешкають в Анголі, Намібії, Ботсвані, Зімбабве, на крайньому півдні Замбії і в Південно-Африканській Республіці. Вони живуть в сухих акацієвих саванах, сухих чагарникових заростях в напівпустелях, в заростях на берегах пересихаючих річок і в садах, поблизу людських поселень.

## Поведінка
Південні магалі-вусані зустрічаються парами або зграями до 20 птахів, часто приєднуються до змішаних зграй птахів разом з астрильдами. Живляться переважно насінням, пташенята також комахами, можуть тривалий час обходитись без води, отримуючи вологу з насіння. Південні магалі-вусані є моногамними птахами. Гніздо кулеподібне, робиться з трави, розміщується на дереві або в чагарниках, на висоті від 1 до 4 м над рівнем моря. Іноді вони використовують покинуте чашоподібне гніздо сорокопуда або мухоловки і надбудовують над ним дах. Інкубаційний період триває 10-12 днів, насиджують лише самиці, за пташенятами доглядають і самиці і самці. Під час негніздового періоду в одному гнізді можуть спати до 12 птахів, притиснувшись один до одного, щоб зберегти тепло холодними ночами. 